# 호세 카브레라
호세 카브레라(영어: Jose Cabrera, 1972년 3월 24일 ~ )는 도미니카 공화국 출신의 야구 선수로 KBO 리그 SK 와이번스, 롯데 자이언츠에서 활약했다.
포지션은 투수이다. 1997년 휴스턴 애스트로스에서 데뷔했으며, 2004년부터 KBO 리그에서 활약을 했다.
2004년 SK 와이번스에 입단, 초반에는 선발 투수로 뛰다가 시즌 중반 이후부터 마무리 투수로 활약했다.
2005년 어깨 부상으로 잠시 한국 무대를 떠났다가 2006년 7월 캘빈 피커링의 대체 용병으로 SK 와이번스에 복귀했다.
복귀 후 1승 3패 16세이브의 준수한 성적에도 불구하고 SK 와이번스와 재계약에 실패, 롯데 자이언츠에 이적했다.
2007년 3승 4패 22세이브를 기록하며 롯데 자이언츠에서는 2000년 강상수의 23세이브 이후 7년만에 20세이브를 기록하게 됐다. 그러나 마무리 투수로는 너무 높은 평균자책(3.65)에 기복이 심한데다 시즌 후반기에 들어서는 블론 세이브가 늘어나면서 불안감을 노출시킨 탓에 롯데에서도 재계약에 실패했다. 틸슨 브리또와는 고향 친구로 전해져 있다.

## 등번호
- 28 (2004~2005)
- 36 (2006)
- 50 (2007)

## 에피소드
SK 와이번스에서 활약했던 2004년 8월 5일 문학 삼성전에서 브리또가 7회 말 공격에서 삼성 투수 호지스의 볼에 몸에 맞은 직후 예민한 반응을 보이다 대주자로 교체된 뒤, 8회 초 삼성의 공격 중 배트를 들고 뒷문을 통해 삼성의 덕아웃에 난입하는 소동을 일으켰다. 양 팀 선수들이 몰려들면서 한데 엉켰는데, 이 때 카브레라가 삼성 덕아웃에 뛰어들어 삼성 김응용 감독에게 맞서다 김응용 감독에게 헤드락(목 조르기)으로 제압당했다. 결국 카브레라는 KBO로부터 100만원의 제재금이 부과됐고, 김응용 감독은 한동안 유명세를 타기도 했다.